# Lilium kesselringianum

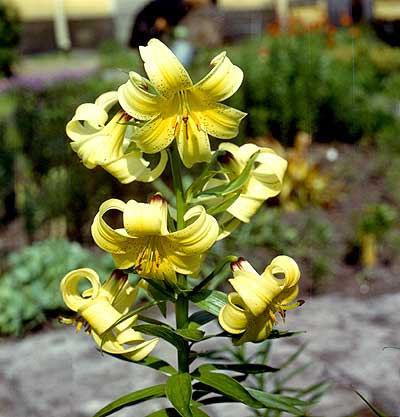
Lilium kesselringianum.

Lilium kesselringianum é uma espécie de lírio.
A planta é nativa da Cordilheira do Cáucaso na Geórgia, com ocorrências na Turquia.